# راونیشته (کوچوو)
راونیشته (به صربی: Ravnište) یک منطقهٔ مسکونی در صربستان است که در کوچوو واقع شده‌است. راونیشته ۱۳۱ نفر جمعیت دارد.